# 2000

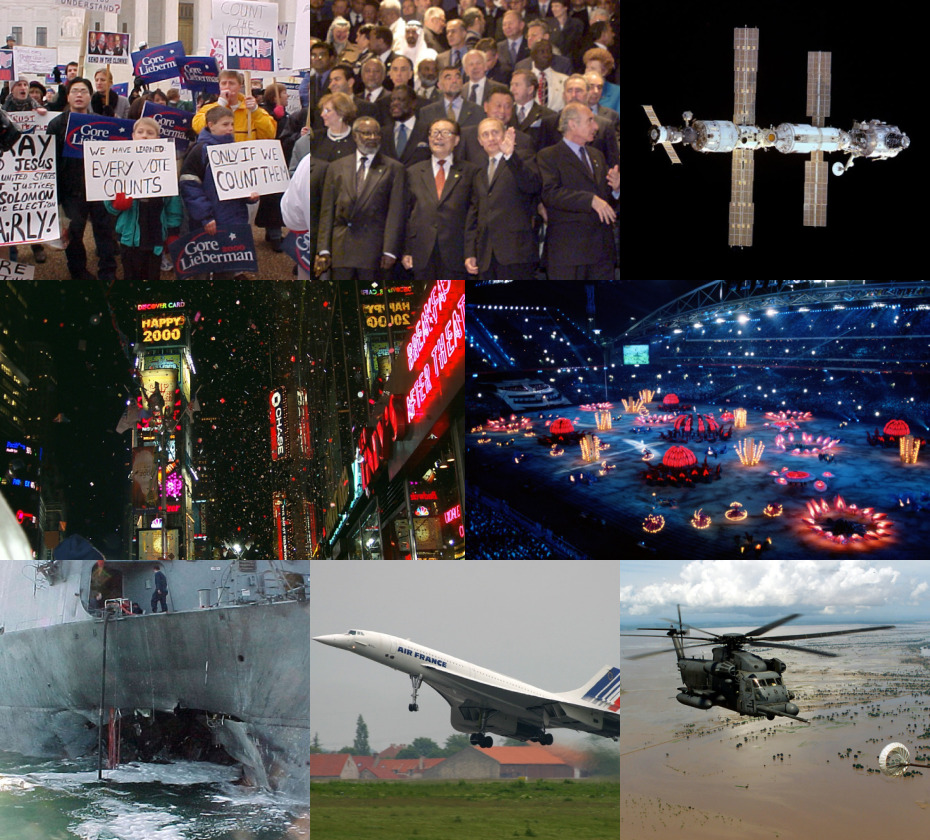
Từ trái, theo chiều kim đồng hồ: những người biểu tình phản đối cuộc kiểm phiếu lại cuộc bầu cử tổng thống Hoa Kỳ 2000; Các nguyên thủ quốc gia tại Hội nghị Thượng đỉnh Thiên niên kỷ; ISS trong Chuyến thám hiểm 1, được nhìn thấy trong quá trình tiếp cận STS-97; Một cảnh trong lễ khai mạc Thế vận hội Mùa hè 2000 ở Sydney; Trận lụt ở Mozambique năm 2000 xảy ra; Air France Concorde đã vô tình gặp nạn sau khi cất cánh tại Sân bay Paris-Charles-de-Gaulle; USS Cole sau vụ ném bom USS Cole; Quảng trường Thời Đại sau khi đã thả những quả cầu để đón Tết thiên niên kỷ.

2000 (MM) là một năm nhuận thế kỷ bắt đầu vào Thứ bảy của lịch Gregory, năm thứ 2000 của Công nguyên hay của Anno Domini, the 1000 và cuối cùng của thiên niên kỷ 2, năm thứ 100 và cuối cùng của thế kỷ 20, và năm thứ  1   của thập niên 2000. 

## Sự kiện

### Tháng 1
- 1 tháng 1:
  - Adolf Ogi trở thành tổng thống liên bang của Thụy Sĩ.
  - Thiên Thiên, công dân nước Cộng hòa Nhân dân Trung Hoa đầu tiên của thế kỷ 21 chào đời (đột ngột qua đời năm 2025).[1]
- 5 – 14 tháng 1: Giải vô địch bóng đá thế giới các câu lạc bộ 2000 tổ chức tại Brasil, câu lạc bộ bóng đá Sport Club Corinthians Paulista giành chức vô địch trong giải đấu này.

### Tháng 2
- 8 tháng 2:  Konstantinos Stefanopoulos tái đắc cử tổng thống của Hy Lạp.
- 13 – 20 tháng 2: Giải vô địch bóng đá bãi biển thế giới 2000 (BSWW) tổ chức tại Brasil, đội tuyển bóng đá bãi biển quốc gia Brasil lần thứ 6 giành chức vô địch.
- 15 tháng 2: 
  - Thương lượng gia nhập giữa Liên minh châu Âu và Latvia bắt đầu.
  - Mandé Sidibé trở thành tổng thống của Mali.
  - Slovakia bắt đầu thương lượng gia nhập Liên minh châu Âu.
- 17 tháng 2: Microsoft chính thức phát hành Windows 2000.
- 18 tháng 2: Stjepan Mesic trở thành tổng thống trong Croatia.
- 20 tháng 2: Bầu cử quốc hội tại Kyrgyzstan.
- 27 tháng 2: Bầu cử quốc hội tại Tajikistan.

### Tháng 3
- 1 tháng 3:
  - Tarja Halonen trở thành nữ tổng thống Phần Lan.
  - Jorge Batlle trở thành tổng thống của Uruguay.
- 11 tháng 3:
  - Ricardo Lagos trở thành thủ tướng mới Chile.
  - Tái thiết lập quan hệ ngoại giao giữa Eritrea - Djibouti.
- 4 tháng 3: Sony phát hành PlayStation 2
- 26 tháng 3:  Vladimir Putin trở thành tổng thống Liên bang Nga

### Tháng 4
- 1 tháng 4: Abdoulaye Wade trở thành tổng thống Sénégal.
- 9 tháng 4: Eduard Shevardnadze tái đắc cử tổng thống Gruzia.
- 22 tháng 4: Paul Kagame trở thành tổng thống Rwanda

### Tháng 5
- 15 tháng 5: Andranik Markarjan trở thành nhà lãnh đạo chính phủ mới của Armenia.
- 17 tháng 5: Ahmet Necdet Sezer trở thành tổng thống của Thổ Nhĩ Kỳ.
- 19 tháng 5: Cuộc đảo chính Fiji xảy ra.
- 20 tháng 5: Trần Thủy Biển trở thành nhà lãnh đạo quốc gia của Trung Hoa Dân Quốc.
- 21 tháng 5: Cầu Mỹ Thuận bắc qua sông Tiền nối hai tỉnh Tiền Giang và Vĩnh Long chính thức khánh thành.

### Tháng 6
- 4 tháng 6: Động đất tại Sumatra, Indonesia làm 103 người chết.
- 13 tháng 6: Cuộc đảo chính Quần đảo Solomon xảy ra.
- 14 tháng 6: Gruzia trở thành thành viên trong Tổ chức Thương mại Thế giới (WTO).

### Tháng 7
- 2 tháng 7: Bầu cử tổng thống tại México.
- 17 tháng 7: Bashar al-Assad trở thành tổng thống của Syria.
- 25 tháng 7: Rơi một chiếc máy bay Concorde tại Paris, Pháp khiến 113 người thiệt mạng.

### Tháng 8
- 1 tháng 8: Moshe Katsav trở thành tổng thống của Israel.
- 12 tháng 8: Chìm tàu ngầm Kursk tại Nga khiến 118 người chết.
- 16 tháng 8: Rafael Hipólito Mejía Domínguez trở thành tổng thống của Cộng hòa Dominica.
- 23 tháng 8: Rơi một chiếc Airbus A320 của Gulf Air tại Oman, tất cả 143 người trên máy bay đều chết.

### Tháng 9
- 5 tháng 9: Tuvalu trở thành thành viên của Liên Hợp Quốc.
- 14 tháng 9: Microsoft chính thức phát hành Windows Me sau hơn 5 tháng phát hành Windows 2000.

### Tháng 10
- 7 tháng 10: Đại công tước Henri, công tước của Nassau, trở thành nhà lãnh đạo quốc gia trong Đại công quốc Luxembourg.
- 10 tháng 10: Oman gia nhập Tổ chức Thương mại Thế giới.
- 22 tháng 10: Bầu cử tổng thống Bờ Biển Ngà.
- 26 tháng 10: Laurent Gbagbo trở thành tổng thống Bờ biển Ngà.

### Tháng 11
- 1 tháng 11: Serbia và Montenegro trở thành thành viên của Liên Hợp Quốc.
- 5 tháng 11: Bầu cử quốc hội tại Azerbaijan.
- 7 tháng 11: Bầu cử tổng thống tại Hoa Kỳ.
- 26 tháng 11: Bầu cử quốc hội tại România.

### Tháng 12
- 1 tháng 12: 
  - Bắt đầu của cuộc thương lượng gia nhập giữa Bulgaria và Liên minh châu Âu
  - Vicente Fox Quesada trở thành tổng thống México.
- 10 tháng 12: Ion Iliescu trở thành tổng thống của România
- 12 tháng 12: Hiệp ước hòa bình Algier giữa Ethiopia và Eritrea.
- 20 tháng 12: Serbia và Montenegro trở thành thành viên của UNESCO.
- 27 tháng 11: Serbia và Montenegro trở thành thành viên trong OSCE.
- 28 tháng 12: Adrian Năstase trở thành thủ tướng România.
- 30 tháng 12: Bài quốc ca Nga mới được trình diễn lần đầu tiên

## Sinh

### Tháng 1
- 1 tháng 1: Thiên Thiên, công dân nước Cộng hòa Nhân dân Trung Hoa đầu tiên của thế kỷ 21 (m. 2025)[1]
- 6 tháng 1: Jann-Fiete Arp, cầu thủ bóng đá người Đức
- 7 tháng 1: Willistic (Nguyễn Nhật Minh), rapper người Việt Nam
- 8 tháng 1: Noah Cyrus, ca sĩ, diễn viên người Mỹ
- 12 tháng 1:
  - Jack Diamond, cầu thủ bóng đá người Anh
  - Mono (Nguyễn Việt Hoàng), ca sĩ, nhạc sĩ người Việt Nam, em trai ca sĩ, nhạc sĩ Sơn Tùng M-TP
- 15 tháng 1: Awa Ly N'diaye, vận động viên bơi lội người Sénégal
- 25 tháng 1:
  - Romário Manuel Silva Baró, cầu thủ bóng đá người Bồ Đào Nha
  - Edvin Crona, cầu thủ bóng đá người Thụy Điển

### Tháng 2
- 3 tháng 2: Rashmita Rasindran, Hoa hậu Sắc đẹp Malaysia 2024, Hoa hậu Sắc đẹp Quốc tế 2024
- 8 tháng 2: Cieran Dunne, cầu thủ bóng đá người Ireland/Scotland
- 15 tháng 2: Maksim Romanovich Borisko, cầu thủ bóng đá người Nga
- 23 tháng 2: Nguyễn Hà Kiều Loan (Lona), nữ ca sĩ, rapper người Việt Nam, Á hậu Thế giới Việt Nam 2019
- 26 tháng 2: Ryan Cooney, cầu thủ bóng đá người Anh
- 28 tháng 2: Duke Carlos, cầu thủ bóng đá người Nhật Bản

### Tháng 3
- 2 tháng 3: Pedro Álvaro, cầu thủ bóng đá người Bồ Đào Nha
- 3 tháng 3: Harnaaz Sandhu, Miss Diva 2021, Hoa hậu Hoàn vũ 2021
- 9 tháng 3: Khaby Lame, TikToker người Ý/Senegal
- 16 tháng 3: Diogo Daniel Pires Brás, cầu thủ bóng đá người Bồ Đào Nha thi đấu cho Sporting CP B
- 20 tháng 3: Barbra Banda, cầu thủ bóng đá người Zambia
- 20 tháng 3: Hyunjin (Hwang Hyun-jin), ca sĩ người Hàn Quốc, thành viên nhóm nhạc Stray Kids
- 23 tháng 3:
  - Amee (Trần Huyền My), nữ ca sĩ, diễn viên người Việt Nam
  - Hoàng Nhân Tuấn (Renjun), ca sĩ, vũ công người Trung Quốc, thành viên nhóm nhạc NCT
- 31 tháng 3: German Maratovich Amrakhov, cầu thủ bóng đá người Nga

### Tháng 4
- 3 tháng 4: Hasan Ali Adıgüzel, cầu thủ bóng đá người Thổ Nhĩ Kỳ
- 5 tháng 4: QT Beatz (Nguyễn Lê Quốc Trung), ca sĩ người Việt Nam
- 9 tháng 4: Tiago Emanuel Embaló Djaló, cầu thủ bóng đá người Bồ Đào Nha
- 12 tháng 4: Nhâm Mạnh Dũng, cầu thủ bóng đá người Việt Nam
- 13 tháng 4: Đoàn Thiên Ân, Hoa khôi Áo dài Nữ sinh Việt Nam 2018, Hoa hậu Hòa bình Việt Nam 2022
- 21 tháng 4: Rahim Ali, cầu thủ bóng đá người Ấn Độ
- 27 tháng 4: Catarina Sousa, vận động viên bơi lội người Angola

### Tháng 5
- 1 tháng 5: András Csonka, cầu thủ bóng đá người Hungary
- 4 tháng 5: Mikhail Ignatov, cầu thủ bóng đá người Nga
- 10 tháng 5: Bae Jin-young, ca sĩ người Hàn Quốc, thành viên nhóm nhạc nam CIX
- 13 tháng 5: Lukas Maria, con trai của công chúa Tatjana của Liechtenstein và Philipp của Lattorf
- 17 tháng 5: Nguyễn Hà Dịu Thảo, Miss Beauty Queen Vietnam 2022, Hoa hậu chuyển giới Việt Nam 2023
- 26 tháng 5: Hwang Ye-ji, nữ ca sĩ, rapper, vũ công người Hàn Quốc, trưởng nhóm nhạc nữ Itzy
- 28 tháng 5: Phil Foden, cầu thủ bóng đá người Anh
- 30 tháng 5:
  - Domingos André Ribeiro Almeida, cầu thủ bóng đá người Bồ Đào Nha
  - Sheynnis Palacios, Hoa hậu Thiếu niên Nicaragua 2016, Hoa hậu Thế giới Nicaragua 2020, Hoa hậu Nicaragua 2023, Hoa hậu Hoàn vũ 2023

### Tháng 6
- 4 tháng 6: Nguyễn Tường San, Á hậu Thế giới Việt Nam 2019
- 15 tháng 6: Âu Dương Na Na, nữ nghệ sĩ Cello, diễn viên, người mẫu người Đài Loan
- 16 tháng 6: Bianca Vanessa Andreescu, nữ vận động viên quần vợt người Canada
- 18 tháng 6: Chloe Sauvourel, vận động viên bơi lội người Cộng hòa Trung Phi
- 21 tháng 6: Châu Chấn Nam, rapper, ca sĩ, vũ công người Trung Quốc

### Tháng 7
- 7 tháng 7: Faysal Bettache, cầu thủ bóng đá người Anh
- 17 tháng 7: Eduardo João Bunga, cầu thủ bóng đá người Angola
- 21 tháng 7: Erling Braut Håland, cầu thủ bóng đá người Na Uy
- 24 tháng 7: Ilya Azyavin, cầu thủ bóng đá người Nga

### Tháng 8
- 8 tháng 8: Félix Auger-Aliassime, vận động viên quần vợt người Canada
- 12 tháng 8: Achileas-Andreas, con trai của hoàng tử kế vị Pavlos của Hy Lạp, và công chúa Marie-Chantal của Hy Lạp
- 15 tháng 8: Lương Thùy Linh, Hoa Hậu Thế giới Việt Nam 2019
- 21 tháng 8: Sou Okuno, nam diễn viên, vũ công người Nhật Bản.
- 22 tháng 8: Bouchra Fatima Zohra Hirech, vận động viên cử tạ người Algérie
- 23 tháng 8: Trần Tiểu Vy, Hoa hậu Việt Nam 2018
- 28 tháng 8: Anwar Ali, cầu thủ bóng đá người Ấn Độ
- 31 tháng 8: Dương Domic, ca sĩ người Việt Nam

### Tháng 9
- 2 tháng 9: Devine Parker, vận động viên điền kinh người Bahamas
- 6 tháng 9:
  - Adachi Tsubasa, cầu thủ bóng đá người Nhật Bản
  - Xesi (Trần Hải Yến), nữ ca sĩ người Việt Nam
- 9 tháng 9:
  - Victoria Federica de Marichalar y de Borbón, con gái của Elena của Tây Ban Nha và Jaime de Marichalar
  - Branden Horton, cầu thủ bóng đá người Anh
- 12 tháng 9: Datkaa (Nguyễn Tấn Đạt), ca sĩ người Việt Nam
- 14 tháng 9: HAN (Han Ji-sung), thần tượng K-pop người Hàn Quốc, thành viên nhóm nhạc Stray Kids
- 15 tháng 9: Felix (Felix Yongbok Lee), thần tượng K-pop người Úc, thành viên nhóm nhạc Stray Kids
- 22 tháng 9: Seungmin (Kim Seung-min), thần tượng K-pop người Hàn Quốc, thành viên nhóm nhạc Stray Kids
- 22 tháng 9: Hồ Diệp Thao, ca sĩ, vũ công người Trung Quốc
- 26 tháng 9: công chúa Salma bat al-Abdullah của Jordan, con gái của vua Abdullah II và hoàng hậu Rania của Jordan

### Tháng 10
- 2 tháng 10: Younes Delfi, cầu thủ bóng đá người Iran
- 7 tháng 10: Tlinh (Nguyễn Thảo Linh), nữ ca sĩ, rapper người Việt Nam
- 16 tháng 10: Juan Ángeles Sánchez, cầu thủ bóng đá người Cộng hòa Dominica

### Tháng 11
- 8 tháng 11: Vương Nguyên, ca sĩ, diễn viên người Trung Quốc, thành viên nhóm nhạc nam TFBoys
- 17 tháng 11: Han Sara, nữ ca sĩ, diễn viên người Hàn Quốc/Việt Nam
- 28 tháng 11: Dịch Dương Thiên Tỉ, ca sĩ, diễn viên người Trung Quốc, thành viên nhóm nhạc nam TFBoys
- 30 tháng 11: Anam Imo, nữ cầu thủ bóng đá người Nigeria
- 25 tháng 11: Shotaro, rapper người Nhật Bản, thành viên nhóm nhạc Riize

### Tháng 12
- 5 tháng 12: Choi Soo-bin, ca sĩ người Hàn Quốc, trưởng nhóm nhạc nam TXT
- 6 tháng 12: Pablo Nicolás Sebastian Urdangarín Borbón, con trai của Cristina của Tây Ban Nha và Iñaki Urdangarín
- 6 tháng 12: hoàng tử Nikolaus (Liechtenstein) con trai của hoàng tử kế vị Alois của Liechtenstein và Sophie công chúa của Bayern
- 17 tháng 12: Twomad (Muudea Sedik), YouTuber, người phát trực tiếp người Canada (m. 2024)

- 28 tháng 12: Sebastián Báez, vận động viên quần vợt người Argentina

### Không rõ ngày, tháng
- Nguyễn Tùng Dương, vận động viên nhảy cầu người Việt Nam
- Sofia (Đan Trang), nữ ca sĩ người Việt Nam
- Phạm Thị Khánh Linh, nữ doanh nhân người Việt Nam

## Mất

### Tháng 1

Bettino Craxi

- 1 tháng 1: Gerda Paumgarten, nữ vận động viên chạy ski Áo (s. 1907)
- 2 tháng 1: Patrick O’Brian, nhà văn Anh (s. 1914)
- 5 tháng 1: Diether Krebs, diễn viên Đức (s. 1947)
- 5 tháng 1: Bernhard Wicki, diễn viên Áo, đạo diễn phim (s. 1919)
- 6 tháng 1: Don Martin, họa sĩ biếm họa Mỹ (s. 1931)
- 7 tháng 1: Klaus Wennemann, diễn viên Đức (s. 1940)
- 8 tháng 1: Henry Eriksson, vận động viên điền kinh Thụy Điển, người đoạt huy chương Thế Vận Hội (s. 1920)
- 8 tháng 1: Herbert Turnauer, nhà tư bản công nghiệp Áo (s. 1907)
- 9 tháng 1: Bruno Zevi, kiến trúc sư Ý, tác giả, giáo sư đại học (s. 1918)
- 10 tháng 1: John Newland, đạo diễn phim Mỹ, nhà sản xuất phim, tác giả kịch bản (s. 1917)
- 12 tháng 1: Marc Davis, họa sĩ phim hoạt họa Mỹ (s. 1913)
- 18 tháng 1: Margarete Schütte-Lihotzky, nữ kiến trúc sư đầu tiên của Áo (s. 1897)
- 18 tháng 1: Francis Haskell, sử gia về nghệ thuật Anh (s. 1928)
- 19 tháng 1: Bettino Craxi, chính khách Ý (s. 1934)
- 19 tháng 1: G. Ledyard Stebbins, nhà sinh vật học Mỹ, nhà thực vật học (s. 1906)
- 19 tháng 1: Hedy Lamarr, nữ diễn viên Áo, nhà nữ phát minh (s. 1914)
- 26 tháng 1: Donald Budge, vận động viên quần vợt Mỹ (s. 1915)
- 27 tháng 1: Mae Faggs, nữ vận động viên điền kinh Mỹ, người đoạt huy chương Thế Vận Hội (s. 1932)
- 27 tháng 1: Friedrich Gulda, nghệ sĩ dương cầm Áo, nhà soạn nhạc (s. 1930)
- 29 tháng 1: Heinz Flotho, cầu thủ bóng đá Đức (s. 1915)
- 29 tháng 1: Hannes Schmidhauser, diễn viên Thụy Sĩ, tác giả kịch bản, đạo diễn phim (s. 1926)
- 31 tháng 1: Gil Kane, họa sĩ vẽ tranh cho truyện comic (s. 1926)
- 31 tháng 1: Martin Benrath, diễn viên Đức (s. 1926)

### Tháng 2

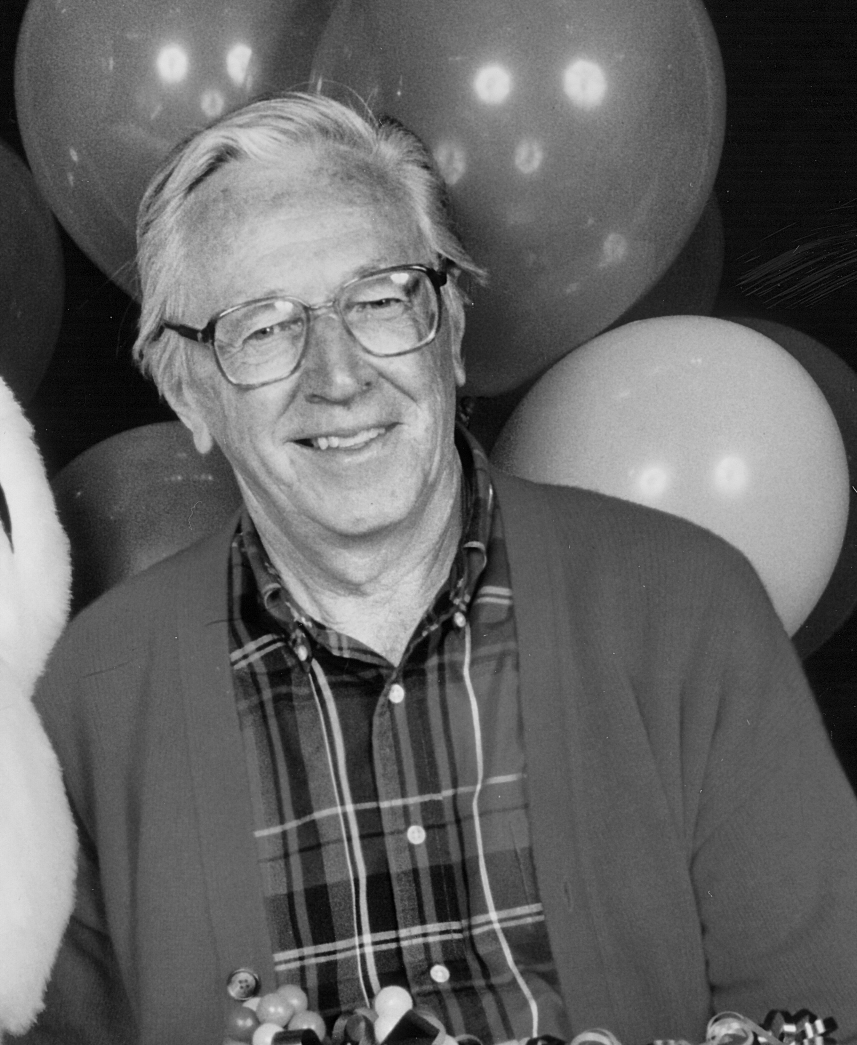
Charles M. Schulz

- 3 tháng 2: Alla Rakha, nhạc sĩ Ấn Độ (s. 1919)
- 4 tháng 2: Henry Jaeger, nhà văn Đức (s. 1927)
- 4 tháng 2: Lothar Alisch, chính khách Đức (s. 1951)
- 5 tháng 2: George Koltanowski, kỳ thủ (s. 1903)
- 5 tháng 2: Claude Autant-Lara, đạo diễn phim Pháp (s. 1901)
- 7 tháng 2: Sid Abel, vận động viên khúc côn cầu trên băng Canada, huấn luyện viên (s. 1918)
- 8 tháng 2: Angelika Mechtel, nhà văn nữ Đức (s. 1943)
- 9 tháng 2: Hans Platschek, họa sĩ Đức, nhà xuất bản (s. 1923)
- 11 tháng 2: Dieter Pavlik, chính khách Đức (s. 1935)
- 11 tháng 2: Roger Vadim, đạo diễn phim Pháp (s. 1928)
- 11 tháng 2: Jacqueline Auriol, nữ phi công Pháp (s. 1917)
- 12 tháng 2: Charles M. Schulz, họa sĩ biếm họa Mỹ (s. 1922)
- 12 tháng 2: Jalacy Hawkins, nam ca sĩ Mỹ (s. 1929)
- 13 tháng 2: James Cooke Brown, nhà xã hội học Mỹ, nhà văn thể loại khoa học giả tưởng (s. 1921)
- 16 tháng 2: Lila Kedrova, nữ diễn viên Nga (s. 1918)
- 19 tháng 2: Anatoli Alexandrowitsch Sobtschak, chính khách Nga (s. 1937)
- 19 tháng 2: Friedensreich Hundertwasser, họa sĩ Áo, kiến trúc sư (s. 1928)
- 22 tháng 2: Dieter Borkowski, nhà văn Đức, nhà báo, nhà sử học (s. 1928)
- 22 tháng 2: Hubert Aratym, họa sĩ Áo (s. 1926)
- 23 tháng 2: Ofra Haza, nữ ca sĩ Israel (s. 1959)
- 23 tháng 2: Albrecht Goes, nhà văn Đức, nhà thần học Tin Lành (s. 1908)
- 25 tháng 2: Auguste Lechner, nhà văn nữ Áo (s. 1905)

### Tháng 3

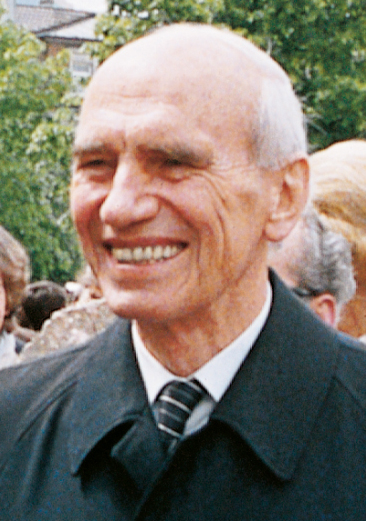
Rudolf Kirchschläger

- 3 tháng 3: Toni Ortelli, người điều khiển dàn nhạc, nhà soạn nhạc Ý (s. 1904)
- 3 tháng 3: Otto Grünmandl, nhà văn Áo (s. 1924)
- 5 tháng 3: Daniel Abraham Yanofsky, kỳ thủ Canada (s. 1925)
- 6 tháng 3: Lolo Ferrari, nữ diễn viên phim khiêu dâm Pháp, nữ ca sĩ (s. 1970)
- 7 tháng 3: William D. Hamilton, nhà sinh vật học Anh (s. 1936)
- 9 tháng 3 : Ngô Viết Thụ, kiến trúc sư Việt Nam (s. 1926)
- 10 tháng 3: Ivo Robić, ca sĩ Croatia (s. 1926)
- 12 tháng 3: Ignatius Kung Pin-Mei, tổng giám mục Mỹ của Philadelphia, Hồng y (s. 1901)
- 14 tháng 3: Anne Wibble, nữ chính khách Thụy Điển, nữ bộ trưởng Bộ Tài chính 1991–94 (s. 1943)
- 17 tháng 3: Harry Blum, chính khách Đức (s. 1944)
- 22 tháng 3: Mark Lombardi, nghệ nhân Mỹ (s. 1951)
- 22 tháng 3: Hans-Günter Hoppe, chính khách Đức (s. 1922)
- 26 tháng 3: Werner Zeyer, chính khách Đức (s. 1929)
- 27 tháng 3: Ian Dury, nhạc sĩ Anh, nhà soạn nhạc, diễn viên (s. 1942)
- 27 tháng 3: Frank Strecker, diễn viên Đức, đạo diễn phim, tác giả (s. 1941)
- 29 tháng 3: Karl-Heinz Lauterjung, nhà vật lý học Đức (s. 1914)
- 30 tháng 3: Rudolf Kirchschläger, nhà ngoại giao, chính khách, tổng thống liên bang Áo (s. 1915)
- 31 tháng 3: Gisèle Freund, nữ nhiếp ảnh gia (s. 1908)

### Tháng 4

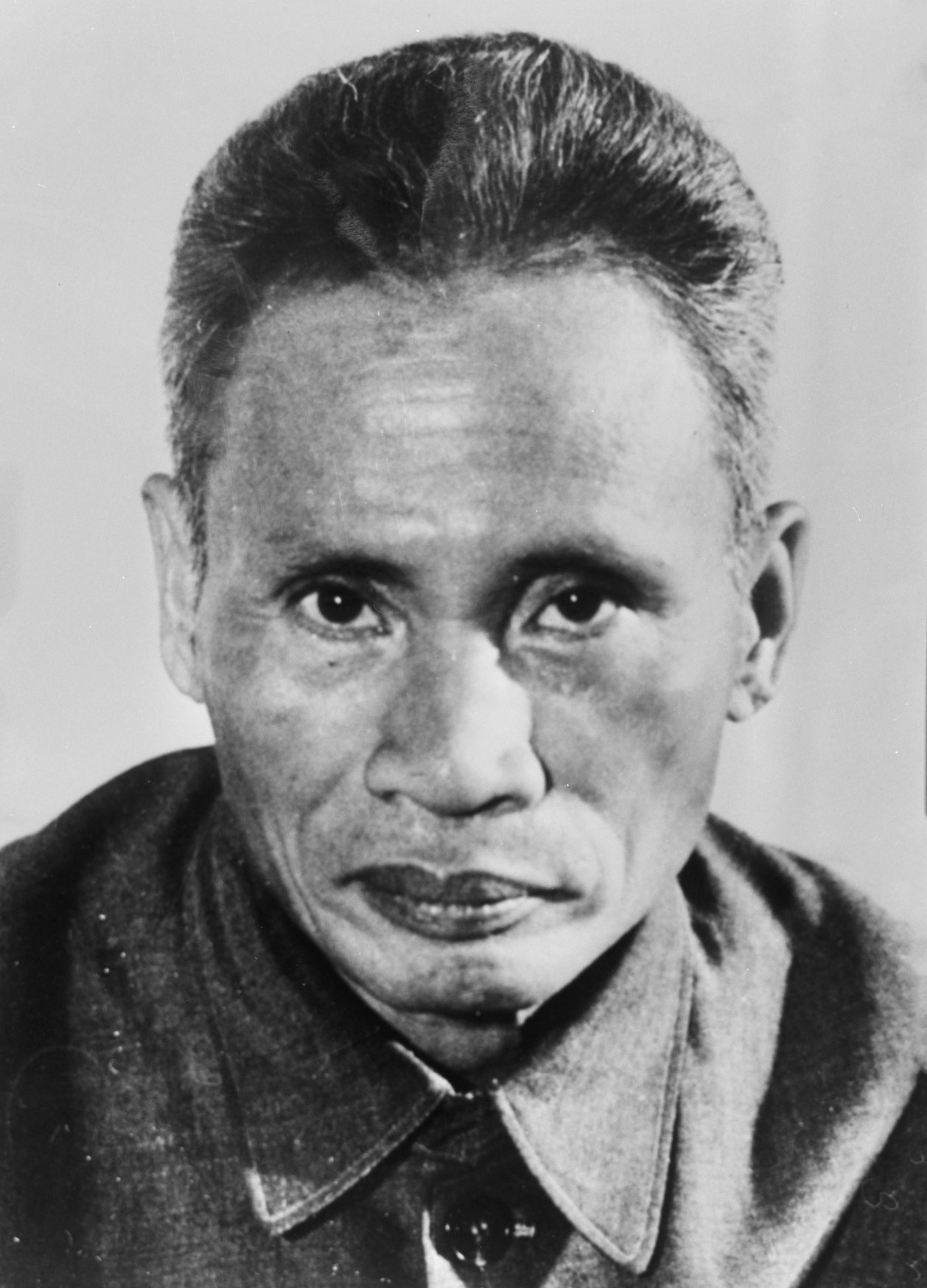
Phạm Văn Đồng

- 6 tháng 4: Bernardino Echeverría Ruiz, tổng giám mục của Guayaquil, Hồng y (s. 1912)
- 10 tháng 4: Walter Stöhrer, họa sĩ Đức (s. 1937)
- 10 tháng 4: Larry Linville, diễn viên Mỹ (s. 1939)
- 13 tháng 4: Giorgio Bassani, nhà văn Ý, nhà xuất bản (s. 1916)
- 15 tháng 4: Edward Gorey, tác giả Mỹ, họa sĩ vẽ tranh minh họa (s. 1925)
- 16 tháng 4: Rudolf Grenz, nhà sử học, tác giả (s. 1929)
- 18 tháng 4: Martin Mailman, nhà soạn nhạc Mỹ, giáo sư (s. 1932)
- 20 tháng 4: Eugene Hartzell, nhà soạn nhạc Mỹ (s. 1932)
- 25 tháng 4: Niels Viggo Bentzon, nhà soạn nhạc Đan Mạch, nghệ sĩ dương cầm (s. 1919)
- 28 tháng 4: Federico Brito Figueroa, nhà sử học, nhà nhân loại học (s. 1921)
- 29 tháng 4: Phạm Văn Đồng, Nguyên Ủy viên Bộ Chính trị, Nguyên Thủ tướng Chính phủ nước CHXHCN Việt Nam, nguyên Cố vấn Ban chấp hành Trung ương Đảng cộng sản Việt Nam (1906)

### Tháng 5

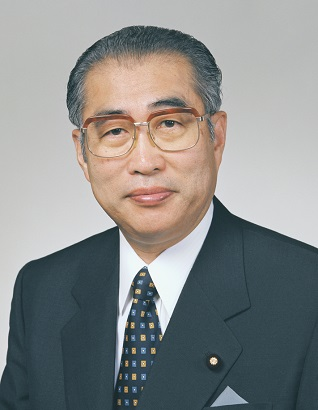
Obuchi Keizō

- 3 tháng 5: John Joseph O'Connor, tổng giám mục của New York, Hồng y (s. 1920)
- 4 tháng 5: Hendrik Casimir, nhà vật lý học Hà Lan (s. 1909)
- 4 tháng 5: Gino Bartali, tay đua xe đạp Ý (s. 1914)
- 7 tháng 5: Douglas Fairbanks jr., diễn viên Mỹ (s. 1909)
- 8 tháng 5: Coutoucou Hubert Maga, tổng thống của Bénin (s. 1916)
- 11 tháng 5: Paula Wessely, nữ diễn viên Áo (s. 1907)
- 14 tháng 5: Obuchi Keizō, thủ tướng thứ 84 của Nhật Bản (s. 1937)
- 16 tháng 5: Andrzej Szczypiorski, nhà văn Ba Lan (s. 1924)
- 21 tháng 5: John Gielgud, diễn viên Anh (s. 1904)
- 21 tháng 5: Barbara Cartland, nhà văn nữ (s. 1901)
- 22 tháng 5: Ernst Dieter Lueg, nhà báo Đức (s. 1930)
- 25 tháng 5: Nicholas Clay, diễn viên Anh (s. 1946)
- 27 tháng 5: Inga Abel, nữ diễn viên Đức (s. 1947)
- 27 tháng 5: Maurice Richard, vận động viên khúc côn cầu trên băng Canada (s. 1921)
- 28 tháng 5: Vincentas Sladkevicius, Hồng y (s. 1920)
- 28 tháng 5: Donald Watts Davies, nhà vật lý học (s. 1924)
- 29 tháng 5: Dieter Ordelheide, nhà kinh tế học Đức (s. 1939)
- 30 tháng 5: Jürgen von Woyski, nhà điêu khắc Đức, họa sĩ (s. 1929)

### Tháng 6

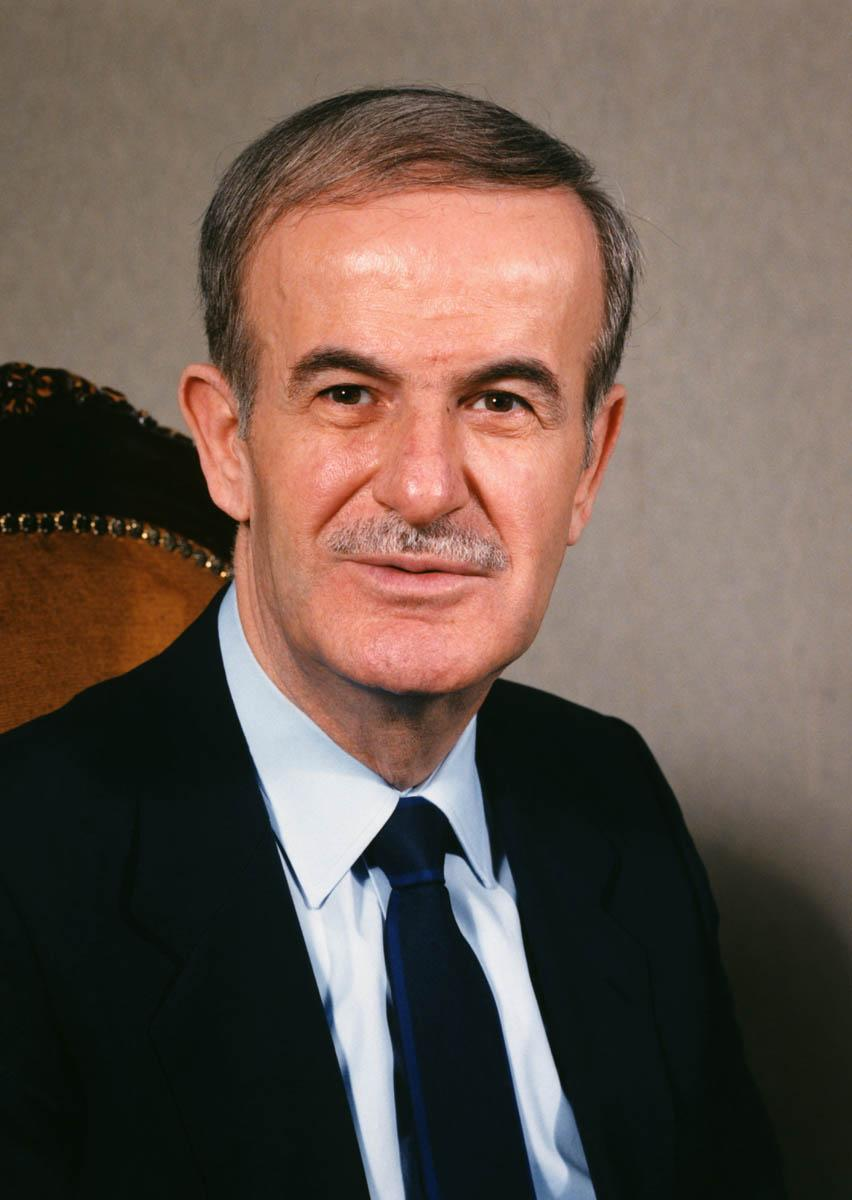
Hafez al-Assad

- 1 tháng 6: Torbjörn Lundquist, nhà soạn nhạc Thụy Điển (s. 1920)
- 3 tháng 6: Merton H. Miller, nhà kinh tế học Mỹ, nhận Giải thưởng Nobel (s. 1923)
- 4 tháng 6: Paul Zoungrana, tổng giám mục của Ouagadougou, Hồng y (s. 1917)
- 5 tháng 6: Huschang Golschiri, nhà văn (s. 1937)
- 8 tháng 6: Joachim von Elbe, luật gia, nhà ngoại giao (s. 1902)
- 9 tháng 6: Ernst Jandl, nhà văn Áo (s. 1925)
- 9 tháng 6: Alfred Weidenmann, nhà văn Đức, đạo diễn phim (s. 1916)
- 10 tháng 6: Hafiz al-Assad, tổng thống của Syria (s. 1930)
- 12 tháng 6: Walter Schulz, triết gia Đức (s. 1912)
- 14 tháng 6: Kurt Böwe, diễn viên Đức (s. 1929)
- 16 tháng 6: Will Berthold, nhà văn Đức (s. 1924)
- 20 tháng 6: Karl Mickel, nhà thơ trữ tình Đức, nhà soạn kịch, nhà văn tiểu luận (s. 1935)
- 21 tháng 6: Alan Hovhaness, nhà soạn nhạc Mỹ (s. 1911)
- 24 tháng 6: Anatoli Vasilievich Firsov, vận động viên khúc côn cầu trên băng Nga (s. 1941)
- 24 tháng 6: David Tomlinson, diễn viên Anh (s. 1917)
- 27 tháng 6: Gerhard Pfeiffer, kỳ thủ Đức (s. 1923)
- 27 tháng 6: Pierre Pflimlin, chính khách Pháp (s. 1907)
- 29 tháng 6: Vittorio Gassman, diễn viên Ý (s. 1922)

### Tháng 7
- 1 tháng 7: Walter Matthau, diễn viên Mỹ (s. 1920)
- 2 tháng 7: Joey Dunlop, người đua mô tô (s. 1952)
- 5 tháng 7: Dorino Serafini, tay đua Công thức 1 Ý (s. 1909)
- 6 tháng 7: Władysław Szpilman, nghệ sĩ dương cầm Ba Lan, nhà soạn nhạc, nhà văn (s. 1911)
- 16 tháng 7: William Foote Whyte, nhà xã hội học Mỹ (s. 1914)
- 20 tháng 7: Jerzy Potz, vận động viên khúc côn cầu trên băng Ba Lan, huấn luyện viên (s. 1953)
- 21 tháng 7: Constanze Engelbrecht, nữ diễn viên Đức (s. 1955)
- 22 tháng 7: Claude Sautet, tác giả kịch bản Pháp, đạo diễn phim (s. 1924)
- 25 tháng 7: Rudi Faßnacht, huấn luyện viên bóng đá Đức (s. 1934)
- 28 tháng 7: Abraham Pais, nhà vật lý học Hà Lan (s. 1918)
- 29 tháng 7: Lothar Quinte, họa sĩ Đức (s. 1923)

### Tháng 8
- 6 tháng 8: Joan Trimble, nhà soạn nhạc Ireland (s. 1915)
- 8 tháng 8: 
- Günter Goetzendorff, chính khách Đức (s. 1917)
- Banja Tejan-Sie, Toàn quyền Sierra Leone 1968-1971 (s. 1917)[2]
- 9 tháng 8: John Harsanyi, nhà kinh tế học (s. 1920)
- 10 tháng 8: Walter E. Lautenbacher, nhiếp ảnh gia (s. 1920)
- 13 tháng 8: Fritz Winckel, nhà vật lý học Đức (s. 1907)
- 14 tháng 8: Winfried Steffani, nhà chính trị học Đức (s. 1927)
- 15 tháng 8: Fred Gebhardt, chính khách Đức (s. 1928)
- 18 tháng 8: Helmut Weiß, nhà văn Đức (s. 1913)
- 20 tháng 8: Henry Austin, vận động viên quần vợt Anh (s. 1906)
- 21 tháng 8: Gustav Scholz, võ sĩ quyền Anh Đức (s. 1930)
- 25 tháng 8: Carl Barks, họa sĩ Mỹ, họa sĩ biếm họa (s. 1901)
- 26 tháng 8: Lynden O. Pindling, thủ tướng Bahamas 1967-1992 (s. 1930)
- 30 tháng 8: Adi Furler, nhà báo thể thao Đức (s. 1933)
- 31 tháng 8: Klaus Miedel, diễn viên Đức (s. 1915)

### Tháng 9

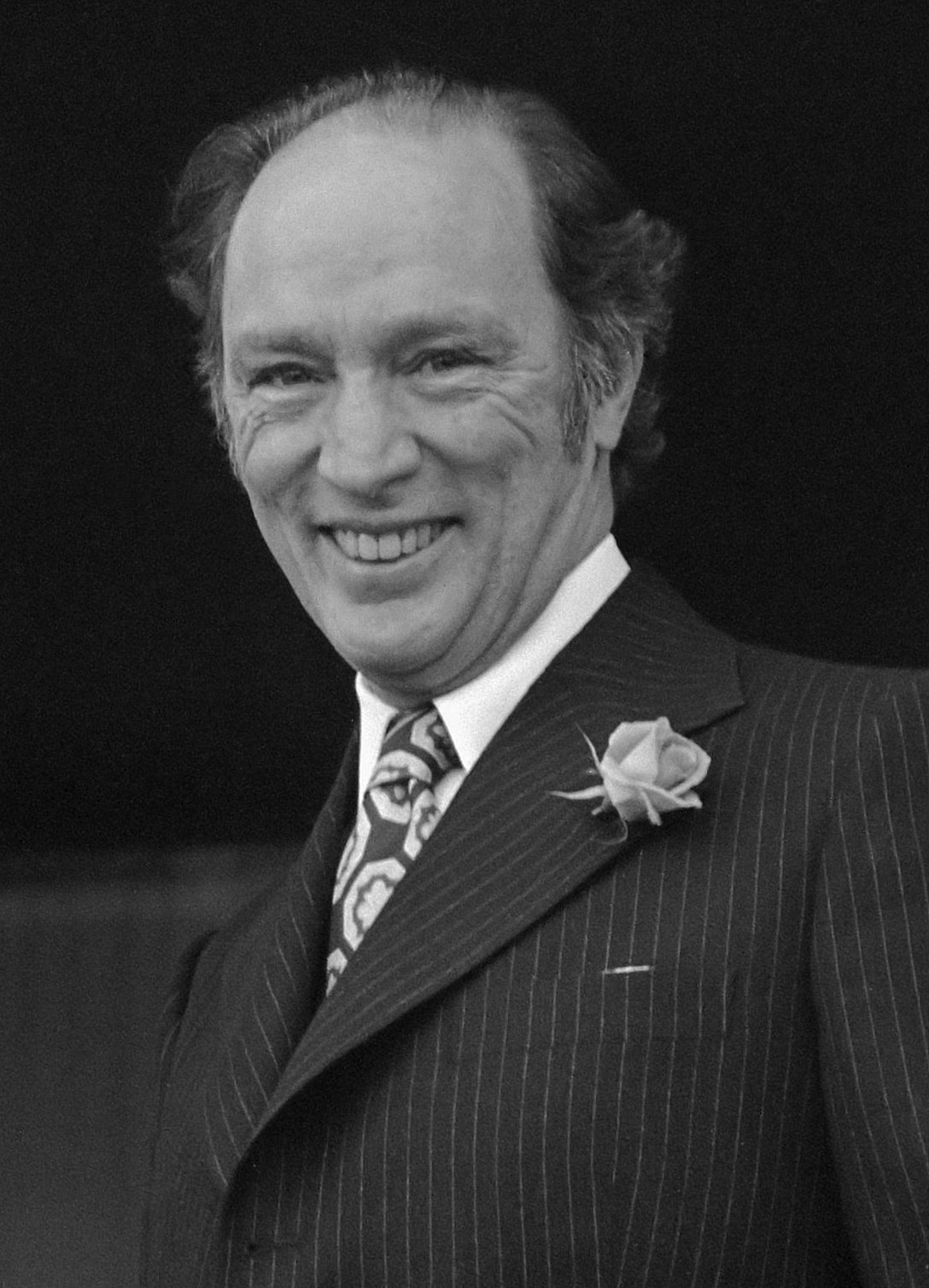
Pierre Trudeau

Pote Sarasin

- 1 tháng 9: Ernst Ohst, họa sĩ Đức, nghệ sĩ tạo hình, họa sĩ biếm họa (s. 1914)
- 4 tháng 9: Daisy Spies, nữ nghệ sĩ múa (s. 1905)
- 4 tháng 9: Augusto Vargas Alzamora, tổng giám mục của Lima, Hồng y của Giáo hội Công giáo La Mã (s. 1922)
- 7 tháng 9: Dietrich Knothe, người điều khiển dàn nhạc Đức (s. 1929)
- 9 tháng 9: Herbert Friedman, nhà vật lý học Mỹ (s. 1916)
- 19 tháng 9: Karl Robatsch, kỳ thủ Áo, nhà thực vật học (s. 1929)
- 20 tháng 9: Gherman Stepanovich Titov, nhà du hành vũ trụ Xô Viết (s. 1935)
- 22 tháng 9: Hans Lutz Merkle, manager Đức (s. 1913)
- 22 tháng 9: Jehuda Amichai, nhà thơ trữ tình (s. 1924)
- 22 tháng 9: Vincenzo Fagiolo, tổng giám mục của Chieti, Hồng y của Giáo hội Công giáo La Mã (s. 1918)
- 25 tháng 9: Tommy Reilly, nhạc sĩ Canada (s. 1919)
- 26 tháng 9: Max Waldmeier, nhà thiên văn học Thụy Sĩ (s. 1912)
- 26 tháng 9: Robert Lax, tác giả Mỹ, nhà thơ trữ tình, nhà xuất bản (s. 1915)
- 26 tháng 9: Roberto Baden Powell de Aquino, nhạc sĩ Brasil (s. 1937)
- 28 tháng 9: Pierre Trudeau, chính khách Canada (thủ tướng) (s. 1919)
- 28 tháng 9: Pote Sarasin, thủ tướng của Thái Lan (s. 1905)

### Tháng 10
- 1 tháng 10: Rosie Douglas, chính khách (s. 1941)
- 3 tháng 10: Wojciech Has, đạo diễn phim Ba Lan (s. 1925)
- 4 tháng 10: Egano Righi-Lambertini, Hồng y của Giáo hội Công giáo La Mã (s. 1906)
- 5 tháng 10: Frans Ludo Verbeeck, nhà soạn nhạc Bỉ, người điều khiển dàn nhạc (s. 1926)
- 5 tháng 10: Catalin Hildan, cầu thủ bóng đá România (s. 1976)
- 6 tháng 10: Richard Farnsworth, diễn viên Mỹ (s. 1920)
- 9 tháng 10: Ladislav Čepelák, họa sĩ Séc, họa sĩ vẽ tranh minh họa
- 10 tháng 10: Ferenc Farkas, nhà soạn nhạc Hungary (s. 1905)
- 10 tháng 10: Sirimavo Bandaranaike, nữ thủ tướng của Sri Lanka (s. 1916)
- 11 tháng 10: Pietro Palazzini, Hồng y của Giáo hội Công giáo La Mã (s. 1912)
- 15 tháng 10: Konrad Bloch, nhà hóa sinh Đức, nhận Giải thưởng Nobel (s. 1912)
- 16 tháng 10: Eugen Brixel, nhà soạn nhạc Áo (s. 1939)
- 19 tháng 10: Gustav Kilian, tay đua xe đạp Đức (s. 1907)
- 27 tháng 10: Walter Berry, nam ca sĩ Áo (s. 1929)
- 28 tháng 10: Josef Felder, chính khách Đức (s. 1900)

### Tháng 11
- 1 tháng 11: Steven Runciman, nhà sử học Anh (s. 1903)
- 5 tháng 11: Jimmie Davis, ca sĩ nhạc country Mỹ, nhà soạn nhạc, thống đốc của Louisiana (s. 1899)
- 5 tháng 11: Roger Peyrefitte, nhà văn Pháp, nhà ngoại giao (s. 1907)
- 7 tháng 11: Klaus Koch, nhạc sĩ nhạc jazz Đức (s. 1936)
- 7 tháng 11: Walter Kremser, nhà lâm học Đức (s. 1909)
- 8 tháng 11: Józef Pińkowski, chính khách Ba Lan, thủ tướng Ba Lan từ 1980 đến 1981 (s. 1929)
- 8 tháng 11: Karl Fellinger, bác sĩ (s. 1904)
- 10 tháng 11: Jacques Chaban-Delmas, chính khách Pháp (s. 1915)
- 12 tháng 11: Peter Cabus, nhà soạn nhạc Bỉ (s. 1923)
- 12 tháng 11: Leah Rabin, nữ chính khách Israel, vợ của Yitzhak Rabin (s. 1928)
- 14 tháng 11: Louis Néel, nhà vật lý học Pháp (s. 1904)
- 16 tháng 11: Josef Ertl, chính khách Đức (s. 1925)
- 18 tháng 11: Ibo Bekirovic, nam ca sĩ Đức (s. 1961)
- 21 tháng 11: Emil Zátopek, vận động viên điền kinh Séc (s. 1922)
- 21 tháng 11: Harald Leipnitz, diễn viên Đức (s. 1926)
- 22 tháng 11: Hans Schaefer, nhà y học Đức (s. 1906)
- 22 tháng 11: Fernand Hoffmann, nhà sư phạm, nhà văn, nhà ngôn ngữ học (s. 1929)
- 27 tháng 11: Eugen Helmlé, nhà văn Đức, dịch giả văn học (s. 1927)
- 28 tháng 11: Liane Haid, nữ diễn viên Áo, nữ ca sĩ (s. 1895)
- 30 tháng 11: Joachim Wolff, diễn viên Đức (s. 1920)

### Tháng 12
- 3 tháng 12: Paul Deitenbeck, mục sư Đức, nhà văn (s. 1912)
- 4 tháng 12: Hans Carl Artmann, thi sĩ Áo (s. 1921)
- 6 tháng 12: Aziz Mian, nam ca sĩ (s. 1942)
- 6 tháng 12: Werner Klemperer, diễn viên, nhạc sĩ (s. 1920)
- 8 tháng 12: Ionatana Ionatana, chính khách (s. 1938)
- 8 tháng 12: Rolf Heyne, nhà xuất bản Đức (s. 1928)
- 16 tháng 12: Heinz Maier-Leibnitz, nhà vật lý học Đức (s. 1911)
- 17 tháng 12: Gérard Blain, diễn viên Pháp, đạo diễn phim, tác giả kịch bản (s. 1930)
- 18 tháng 12: Kirsty MacColl, nữ ca sĩ Anh, soạn nhạc (s. 1959)
- 19 tháng 12: Milton Hinton, nhạc sĩ jazz (s. 1910)
- 23 tháng 12: Peter Kafka, nhà vật lý học Đức (s. 1933)
- 23 tháng 12: Victor Borge, nghệ sĩ dương cầm Đan Mạch (s. 1909)
- 25 tháng 12: Willard Van Orman Quine, triết gia Mỹ (s. 1908)
- 27 tháng 12: Nikolai von Michalewsky, nhà văn Đức (s. 1931)

## Giải thưởng Nobel
- Vật lý: Schores Iwanowitsch Alfjorow, Herbert Kroemer, Jack S. Kilby
- Hóa học: Alan J. Heeger, Alan G. MacDiarmid, Hideki Shirakawa
- Sinh lý học và Y Khoa: Arvid Carlsson, Paul Greengard, Eric R. Kandel
- Văn học: Gao Xingjian
- Hòa bình: Kim Dae Jung
- Kinh tế học: James Heckman, Daniel McFadden